# ويليام ليمان سميث
ويليام ليمان سميث (بالإنجليزية: William Lyman Smith)‏ هو سياسي أمريكي، ولد في 12 فبراير 1878. حزبياً، نشط في الحزب الجمهوري. وقد انتخب عضو جمعية ولاية ويسكونسن وانتخب عضو مجلس ولاية ويسكونسن.